# Янді
Янди (рос. Янди) — село у Ачхой-Мартановському районі Чечні Російської Федерації.
Населення становить 2618 осіб (2019). Входить до складу муніципального утворення Яндинське сільське поселення .

## Географія
Село Янди розташоване на відстані 12 кілометрів від районного центру Ачхой-Мартанова.

## Історія
Згідно із законом від 14 липня 2008 року органом місцевого самоврядування є Яндинське сільське поселення.

## Населення
| 1990  | 2002  | 2010  | 2012  | 2013  | 2014  | 2015  |
| ----- | ----- | ----- | ----- | ----- | ----- | ----- |
| 2339  | ↘1510 | ↗2488 | ↗2518 | ↗2544 | ↗2555 | ↗2574 |
| 2016  | 2017  | 2018  | 2019  |       |       |       |
| ↗2582 | ↗2598 | ↗2618 | →2618 |       |       |       |